# Suksayam Chanmaneewech
Suksayam Chanmaneewech (thailändisch สุขสยาม ชาญมณีเวช, * 8. Dezember 1985 in Nan) ist ein thailändischer Fußballspieler.

## Karriere
Suksayam Chanmaneewechnschaft stand von 2007 bis 2008 beim Singhtarua FC, dem heutigen Port FC, unter Vertrag. Der Verein aus der thailändischen Hauptstadt Bangkok spielte in der ersten Liga des Landes, der Thai Premier League. 2009 wechselte er für fünf Jahre zum Ligakonkurrenten Samut Songkhram FC. Für den Verein aus Samut Songkhram spielte er mindestens 24-mal in der ersten Liga. Die Hinserie 2015 verpflichtete ihn sein ehemaliger Verein Port FC. Die Rückserie 2015 spielte er beim Drittligisten Udon Thani FC. Mit dem Verein aus Udon Thani spielte er in der dritten Liga, der damaligen Regional League Division 2. Hier trat der Klub in der North/Eastern Region an. 2016 wechselte er zum Samut Sakhon FC. Der Drittligist aus Samut Sakhon spielte in der Western Region. Ende 2016 wurde er mit Samut Meister der Region. Nach der Ligareform 2017 spielte Samut ab 2017 in der neuen dritten Liga, der Thai League 3. Hier wurde er der Lower Region zugeteilt. 2017 feierte er mit Samut die Meisterschaft und den Aufstieg in die zweite Liga. Mitte 2018 nahm ihn der Zweitligist Sisaket FC aus Sisaket für die Rückserie unter Vertrag.
Seit dem 1. Januar 2019 ist Suksayam Chanmaneewechnschaft vertrags- und vereinslos.

## Erfolge
Samut Sakhon FC
- Regional League Division 2 – North/East: 2016
- Thai League 3 – Lower: 2017  ▲